# Philautus jacobsoni
Espèce
Synonymes
- Ixalus jacobsoni Van Kampen, 1912

Statut de conservation UICN

 CR B2ab(iii) : 
En danger critique
Philautus jacobsoni est une espèce d'amphibiens de la famille des Rhacophoridae.

## Répartition
Cette espèce est endémique du mont Ungaran sur l'île de Java en Indonésie,.

## Description
Cette espèce n'est connue que par son holotype décrit en 1912 et qui n'a pas été observée depuis. Dès lors, il peut s'agir d'une espèce à ce jour éteinte.

## Étymologie
Cette espèce est nommée en l'honneur d'Edward Richard Jacobson (1870-1944).

## Publication originale
- Van Kampen, 1912 : Javanische Amphibien, gesammelt von Edw. Jacobson bearbeitet von Dr. P. N. Van Kampen. Notes from the Leyden Museum, vol. 34, p. 75-79 (texte intégral).